# Скорая помощь (Сезон 2)
«Ско́рая по́мощь» (англ. «ER» от англ. Emergency Room — приёмное отделение) — американский телесериал, рассказывающий о жизни приёмного отделения больницы города Чикаго (штат Иллинойс), её сотрудников и пациентов. Сериал был создан Майклом Крайтоном и транслировался на телеканале NBC с сентября 1994 года по апрель 2009 года. Он включает в себя 15 сезонов и является самой длинной медицинской драмой, показанной в прайм-тайм за всю историю американского телевидения.
Премьера второго сезона состоялась 21 сентября 1995 года; финал сезона вышел в эфир 16 мая 1996 года. Второй сезон состоял из 22 эпизодов.

## В ролях

### Основной состав
- Энтони Эдвардс — доктор Марк Грин, старший врач приемного отделения
- Джордж Клуни — доктор Даг Росс, педиатр
- Шерри Стрингфилд — доктор Сьюзан Льюис, ординатор третьего года
- Ноа Уайли — Джон Картер, студент-медик четвертого года
- Джулианна Маргулис — медсестра Кэрол Хэтэуэй, старшая медсестра
- Глория Рубен — фельдшер Джини Буле
- Эрик Ла Саль — доктор Питер Бентон, ординатор третьего года хирургического отделения

### Второстепенные персонажи
| Врачи и студенты: - Уильям Х. Мэйси — доктор Дэвид Моргенштерн, заведующий отделением хирургии и приёмным отделением - Сэм Андерсон — доктор Джек Кейсон, заведующий отделением кардиологии - Эми Акино — доктор Дженет Кобурн, заведующая отделением акушерства и гинекологии - Си Си Эйч Паундер — доктор Анджела Хикс, хирург - Лора Иннес — доктор Керри Уивер, старший ординатор - Рон Рифкин — доктор Карл Вуселич, кардиохирург - Скотт Джайек — доктор Стив Флинт, заведующий отделением радиологии - Кристин Элиз — Харпер Трейси, студент-медик третьего года - Мэттью Глэйв — Дейл Эдсон, студент-медик четвертого года - Майкл Б. Сильвер — доктор Пол Майерс, ординатор психиатрического отделения - Меган Коул — доктор Элис Аптон, патолог | Медсёстры и медбратья: - Эллен Кроуфорд — медсестра Лидия Райт - Конни Мэри Брэзелтон — медсестра Конни Олигарио - Дизер Д — медбрат Малик Макграт - Лора Серон — медсестра Чуни Маркес - Иветт Фриман — медсестра Халей Адамс - Лили Мариэй — медсестра Лили Ярвик - Ванесса Маркес — медсестра Уэнди Голдман - Дина Ленни — медсестра Ширли |

| Остальной персонал: - Абрахам Бенруби — регистратор Джерри Маркович - Чарльз Ноуленд — регистратор И-Рэй Бозман - Кристин Минтер — регистратор Миранда «Ренди» Фрончак - Роландо Молина — регистратор Роландо - Рон Элдард — парамедик Рэй «Шеп» Шепард - Карлос Гомес — парамедик Рауль Мелендес - Малгоша Гебел — помощник в приёмном отделении Богдана «Боб» Ливецки - Эмили Вагнер — парамедик Дорис Пикман - Монте Расселл — парамедик Дуайт Задро - Лин Алиша Хендерсон — парамедик Памела Олбс - Скотт Майкл Кэмпбелл — парамедик Райлли Браун - Ли Р. Селлерс — пилот вертолёта - Майк Дженовезе — офицер Эл Грабарски | Члены семьи: - Кристин Харнос — Дженнифер «Джен» Грин - Ивонн Зима — Рейчел Грин - Кэтлин Уилхойт — Хлоя Льюис - Пол Дули — Гарри Льюис - Валери Пэррин — Куки Льюис - Майкл Бич — Эл Буле - Ханди Александер — Джеки Роббинс - Винг Рэймс — Уолт Роббинс - Джеймс Фарентино — Рэй Росс - Пайпер Лори — Сара Росс - Андреа Паркер — Линда Феррелл |

### Приглашённые звёзды
- Мэри Мара — Лоретта Суитт[24]
- Джейк Ллойд — Джимми Суитт
- Люси Лью — Мэй Сун [25]
- Джоан Прингл — Хэймс[18]
- Ред Баттонс — мистер Рубаду[26]
- Жанетт Дю Буа — Мэйси Чемберлейн[27]
- Линдси Краус — доктор Анна Кастильони[2]
- Скотти Пиппен — в роли самого себя[2]
- Джоанна Глисон — Айрис[28]
- Марг Хелгенбергер — Карен Хайнс[29]
- Роберт Пикардо — мистер Зимбл[30]
- Адам Голдберг — Джошуа Шем[31]
- Гильермо Диас — Хорхе[30]

## Список эпизодов
| № общий | № в сезоне | Название                                                          | Режиссёр               | Автор сценария                                                 | Дата премьеры    | Зрители в США (млн) |
| --- | ---------- | ----------------------------------------------------------------- | ---------------------- | -------------------------------------------------------------- | ---------------- | ------------------- |
| 26 | 1          | «Welcome Back, Carter!» «С возвращением, Картер!»                 | Мими Ледер             | Джон Уэллс                                                     | 21 сентября 1995 | 37.5                |
| Картер опаздывает на свой первый рабочий день в качестве интерна хирургического отделения, Бентон злится. Льюис пытается помочь своей сестре Хлое и её малышке Сьюзи. Грин стоит перед выбором, не зная кого назначить на пост старшего ординатора. Примечание. Первое появление доктора Керри Уивер (Лора Иннес). |            |                                                                   |                        |                                                                |                  |                     |
| 27 | 2          | «Summer Run» «Летний выезд»                                       | Эрик Ланёвилль         | Лидия Вудворд                                                  | 28 сентября 1995 | 33.7                |
| Грин назначает Керри Уивер старшим ординатором, и многим это не нравится. Кэрол отправляется на первый выезд с парамедиками. Питер продолжает тайно встречаться с Джини. Джон оказывает повышенное внимание новой студентке Харпер Трейси. Росс лечит проблемного ребёнка, который устраивает пожары, чтобы привлечь к себе внимание. |            |                                                                   |                        |                                                                |                  |                     |
| 28 | 3          | «Do One, Teach One, Kill One» «Лечим, обучаем, убиваем»           | Феликс Энрикес Алькала | Пол Мэннинг                                                    | 5 октября 1995   | 35.6                |
| Грин мечется между женой и работой, совершая ежедневные длительные переезды на поезде из Милуоки в Чикаго. К Дагу попадает маленький мальчик, больной СПИДом, и Росс пытается уговорить его мать, Мэй Сун (Люси Лью), оставить того в отделении для лечения. Картер переоценивает свои возможности, и из-за его действий пациент попадает в операционную. Хлоя говорит Сьюзан о том, что должна уехать... |            |                                                                   |                        |                                                                |                  |                     |
| 29 | 4          | «What Life?» «Что за жизнь?»                                      | Дин Паризо             | Кэрол Флинт                                                    | 12 октября 1995  | 35.5                |
| Сьюзан приходится тяжело: она совмещает работу и уход за племянницей — малышкой Сьюзи. Грин временно поселяется у Росса. Бентон затевает ссору на парковке. Льюис и Уивер продолжают спорить и тихо ненавидеть друг друга. Картер и Харпер сближаются. |            |                                                                   |                        |                                                                |                  |                     |
| 30 | 5          | «And Baby Makes Two» «С ребенком мы семья»                        | Лесли Линка Глаттер    | Энн Кенни                                                      | 19 октября 1995  | 35.3                |
| Сотрудники радуются тому, что у Уивер выходной. Бентон лечит женщину которую бьет муж-полицейский. Даг продолжает процедуры с больным СПИДом мальчиком. В скорую прибегает девушка и просит помочь её парню, у которого отрезало руку. После операции Кэрол говорит девушке, которую зовут Кэрри (Финн Картер), что руку ему пришили. Через некоторое время Халей находит девушку в туалете... |            |                                                                   |                        |                                                                |                  |                     |
| 31 | 6          | «Days Like This» «Дни как этот»                                   | Мими Ледер             | Лидия Вудворд                                                  | 2 ноября 1995    | 35.3                |
| Джини переходит работать в приёмное отделение. К Кэрол приходит нотариус по поводу оформления её дома и, пока он ждет, у него случается сердечный приступ. Грин неожиданно застаёт у Росса студентку. Сотрудники спорят между собой, почему Ренди избегает встреч с полицией. |            |                                                                   |                        |                                                                |                  |                     |
| 32 | 7          | «Hell and High Water» «Адский потоп»                              | Кристофер Чулак        | Нил Бэр                                                        | 9 ноября 1995    | 42.0                |
| В отделение поступает девочка, родители которой находятся в ссоре. Росс едет на машине на вечеринку, останавливается на обочине, раздумывая ехать или нет. В это время к нему за помощью обращается незнакомый мальчик — его брат застрял в канализации, где скопилось много воды, ко всему прочему идет сильный дождь, вода прибывает... Даг, бросив все, пытается спасти его... |            |                                                                   |                        |                                                                |                  |                     |
| 33 | 8          | «The Secret Sharer» «Врачебная тайна»                             | Томас Шламме           | Пол Мэннинг                                                    | 16 ноября 1995   | 39.4                |
| Дагу вручают премию за спасение мальчика, это событие транслирует ТВ. Рэй Шепард неудачно шутит в присутствии Кэрол по поводу самоубийства. Хэтэуэй допускает ошибку: разговор с Лидией о брате и сестре, переспавшими друг с другом, слышит их суровый отец. Даг приходит пьяный на вручение премии... |            |                                                                   |                        |                                                                |                  |                     |
| 34 | 9          | «Home» «Дом родной»                                               | Донна Дейч             | Трейси Стерн                                                   | 7 декабря 1995   | 35.0                |
| Кэрол и Джини заботятся о шизофренике-архитекторе Джошуа (Адам Голдберг). Картер и Харпер пробуют уединиться. Кэрол переезжает в новый дом. Жена и дочь Марка попадают в аварию. Сьюзан получает письмо от Хлои. |            |                                                                   |                        |                                                                |                  |                     |
| 35 | 10         | «A Miracle Happens Here» «Чудо среди нас»                         | Мими Ледер             | Кэрол Флинт                                                    | 14 декабря 1995  | 34.9                |
| Кэрол пытается сподвигнуть коллег к хоровому рождественскому пению. Муж умершей при родах женщины выдвигает обвинения против Марка Грина. Бентон и Картер работают с доктором Вуселичем. Сначала он обращает своё внимание на Питера, но Джон оказывается лучше своего наставника. В больницу поступает женщина, в прошлом — жертва концлагеря, у которой украли машину, где осталась её маленькая внучка. К Уивер приходит старый друг, который поражает всех... Хэтэуэй устраивает вечеринку в новом доме.                                                  |            |                                                                   |                        |                                                                |                  |                     |
| 36 | 11         | «Dead of Winter» «В разгар зимы»                                  | Уитни Рэнсик           | Джон Уэллс                                                     | 4 января 1996    | 37.6                |
| Парамедики Шеп и Рауль привозят десяток истощенных больных детей. Картер берет себе пациентку Бентона, миссис Рубаду, которую после операции хотят перевести в другую больницу. Марку вручают повестку в суд — его жена подала на развод. Малик и Бентон спорят с Шепардом, обвиняя того в расизме. Доктор Вуселич выделяет Питеру кабинет. В приёмное поступает женщина с острой болью в животе, во время её осмотра Бентона ожидает сюрприз... Частая пациентка Марка, Лоретта, сдает анализ на биопсию.                                                    |            |                                                                   |                        |                                                                |                  |                     |
| 37 | 12         | «Правдивая ложь» «True Lies»                                      | Лесли Линка Глаттер    | Лэнс Джентайл                                                  | 25 января 1996   | 34.6                |
| Марк пытается сказать дочери о разводе с её матерью. Картер общается с мистером Рубаду (Ред Баттонс) по поводу состояния его жены. Вуселич приглашает Бентона на званый ужин к себе домой. В скорой появляется Моргенштерн со сломанной ногой и в непривычном виде... |            |                                                                   |                        |                                                                |                  |                     |
| 38 | 13         | «It’s Not Easy Being Greene» «Нелегко быть Грином»                | Кристофер Чулак        | Пол Мэннинг                                                    | 1 февраля 1996   | 35.9                |
| Кэрол срочно нужно заработать денег, так как на работе ей дают мало смен. В больнице она знакомится с женщиной, которая зарабатывает, разводя дорогих червей. Однако Кэрол умудряется нечаянно убить этих червей. Картер обманывает Харпер, присвоив себе её пациента. |            |                                                                   |                        |                                                                |                  |                     |
| 39 | 14         | «The Right Thing» «Поступать как надо»                            | Ричард Торп            | Лидия Вудворд                                                  | 8 февраля 1996   | 38.1                |
| Бентон пытается доказать неправильность данных исследования доктора Вуселича, за что впоследствии отстраняется им от работы. Ходят слухи, что Марк и Сьюзан теперь вместе. Грин сообщает Лоретте о её болезни. |            |                                                                   |                        |                                                                |                  |                     |
| 40 | 15         | «Baby Shower» «Ливень из младенцев»                               | Барнет Келлман         | Сценарий: Кэрол Флинт Сюжет: Белинда Касас Уэллс и Кэрол Флинт | 15 февраля 1996  | 36.4                |
| У Бентона проблемы с работой из-за Вуселича. В родильном отделении прорвало трубу, и рожениц перемещают в приёмное. Сьюзан занимается усыновлением своей племянницы. Медсестра Конни должна вот-вот родить, но этого никак не случается, что вызывает шутки со стороны коллег... |            |                                                                   |                        |                                                                |                  |                     |
| 41 | 16         | «The Healers» «Целители»                                          | Мими Ледер             | Джон Уэллс                                                     | 22 февраля 1996  | 36.0                |
| Хэтэуэй волнуется, когда узнает что её бойфренд (парамедик Шеп) вбежал в горящее здание, чтобы попытаться спасти детей, оставшихся внутри. Позже выясняется, что Шеп отделался незначительными травмами, в то время как его напарник Рауль получил серьёзные ожоги. К ужасу Сьюзан в город возвращается её сестра Хлоя. |            |                                                                   |                        |                                                                |                  |                     |
| 42 | 17         | «The Match Game» «Дорога к успеху»                                | Томас Шламме           | Нил Бэр                                                        | 28 марта 1996    | 36.0                |
| После возвращения Хлои в город Сьюзан боится того, что она может забрать у неё Сьюзи. Марк немного меняет внешность и начинает ездить на мотоцикле. У Шепа новый напарник, молодой Райлли, который проявляет рвение, раздражающее Шепарда. Бентон обнаруживает ошибку Дага Росса при лечении. У Кэрол и Джини возникает конфликт. Картер проходит долгожданное собеседование и остается работать в Окружной больнице. На радостях он позволяет себе выпить шампанского, а зря...                                                                              |            |                                                                   |                        |                                                                |                  |                     |
| 43 | 18         | «A Shift in the Night» «Ночная смена»                             | Лэнс Джентайл          | Джо Сакс                                                       | 4 апреля 1996    | 33.2                |
| Даг попадает в небольшую аварию, и ему на шею накладывают хирургический воротник. Уивер уезжает на аттестацию больницы, вместо неё за старшего ординатора остается Марк Грин. В приёмной скапливается много пациентов, которых необходимо принять... |            |                                                                   |                        |                                                                |                  |                     |
| 44 | 19         | «Fire in the Belly» «Жжение в желудке»                            | Феликс Энрикес Алькала | Пол Мэннинг                                                    | 25 апреля 1996   | 32.2                |
| Картер старается брать себе пациентов по хирургическому направлению. Керри приводит в отделение телевизионщиков, чтобы записывать на видео действия с больными, проводящиеся в отделении. Сьюзан хочет бороться за племянницу с непутевой сестрой, но это очень трудно. Хирурги игнорируют Бентона из-за его ссоры с Дагом. Джон ревнует Харпер к её давнему другу и в порыве соперничества крадет у Дэйва, друга Харпер, пациента. Шеп становится все более раздражительным...                                                                               |            |                                                                   |                        |                                                                |                  |                     |
| 45 | 20         | «Fevers of Unknown Origin» «Лихорадка неизвестного происхождения» | Ричард Торп            | Кэрол Флинт                                                    | 2 мая 1996       | 34.3                |
| Льюис сильно переживает из-за малышки Сьюзи и старается больше работать. Выясняется, что у Картера маловато практики в амбулатории, и его отправляют работать с Россом в педиатрическое отделение. К Марку приходит Лоретта, жалуясь на плохое самочувствие. Бентон решает выдвинуть свои обвинения против доктора Вуселича. Шепард на вызове не сдерживается и толкает парня так, что тот падает и ударяется головой о стол. Грин, Уивер и Моргенштерн обсуждают вопрос о том, кому присвоить звание «Врач года». Марк приходит к соглашению с бывшей женой. |            |                                                                   |                        |                                                                |                  |                     |
| 46 | 21         | «Take These Broken Wings» «Подними сломанные крылья»              | Энтони Эдвардс         | Лидия Вудворд                                                  | 9 мая 1996       | 32.0                |
| Сьюзан посещает сеансы психотерапевта: ей тяжело перенести потерю Сьюзи. Бывший муж Джини Буле, Эл, сообщает ей плохие новости о своем здоровье. Лидия хвастает кольцом: Грабарски сделал ей предложение. Райлли, новый напарник Шепарда, пишет докладную о случае, когда Шеп ударил парня на вызове. |            |                                                                   |                        |                                                                |                  |                     |
| 47 | 22         | «John Carter, M.D.» «Джон Картер, доктор медицины»                | Кристофер Чулак        | Джон Уэллс                                                     | 16 мая 1996      | 34.3                |
| Льюис отказывается от поста старшего ординатора. Буле после разговора с бывшим мужем просит Бентона пройти тест на ВИЧ. Кэрол, видя что с Шепардом творится что-то неладное, говорит с ним об этом и просит обратиться за помощью к специалисту, но тот отказывается это сделать, и они расстаются. Картер весь день сильно волнуется — ему предстоит вручение диплома. В итоге он пропускает это событие, решив остаться с девочкой, которая ждёт операцию.                                                                                                  |            |                                                                   |                        |                                                                |                  |                     |